# Воспоминание о битве при Сольферино
«Воспоминание о битве при Сольферино» (фр. Un souvenir de Solférino) — книга швейцарского гуманиста Анри Дюнана, опубликованная в 1862 году. Она оказалась решающим фактором в создании Международного комитета Красного Креста.

## История
Наблюдение за страданиями тысяч раненых солдат в битве при Сольферино в 1859 году побудило швейцарца Дюнана написать книгу об этом событии. В книге он описывает битву, страдания, организацию помощи и высказывает следующие тезисы:
- «Разве не было бы возможно во время мира и покоя создавать общества милосердия с целью оказания помощи раненым во время войны ревностными, преданными и полностью квалифицированными добровольцами?»[2]
- «В определённых особых случаях, как, например, когда князья военного искусства, принадлежащие к разным национальностям, встречаются в Кельне или Шалоне, не было бы желательно, чтобы они воспользовались такого рода конгрессом для формулирования какого-нибудь международного принципа, санкционированного нерушимой по своему характеру Конвенцией, которая, будучи согласована и ратифицирована, могла бы составить основу обществ помощи раненым в различных европейских странах?»[2]

Публикация книги привела к созданию Международного комитета Красного Креста (Международное движение Красного Креста и Красного Полумесяца) и Женевских конвенций.